# 487761 Frankbrandner
487761 Frankbrandner è un asteroide della fascia principale. Scoperto nel 2011, presenta un'orbita caratterizzata da un semiasse maggiore pari a 2,6851934 au e da un'eccentricità di 0,0347542, inclinata di 3,05425° rispetto all'eclittica.